# فوميأكي ناكامورا
فوميأَكي ناكامورا (باليابانية: 中村 文昭) (23 أبريل 1981 في إيباراكي في اليابان – )؛ هو لاعب كرة قدم ياباني سابق كان يلعب كلاعب وسط.

## وصلات خارجية
- فوميأكي ناكامورا على موقع رابطة كرة القدم اليابانية للمحترفين (اليابانية)